# Armand-Charles de La Porte de La Meilleraye
Pour les articles homonymes, voir La Porte.
 (février 2022).
Si vous disposez d'ouvrages ou d'articles de référence ou si vous connaissez des sites web de qualité traitant du thème abordé ici, merci de compléter l'article en donnant les références utiles à sa vérifiabilité et en les liant à la section « Notes et références ».
Armand-Charles de La Porte de La Meilleraye (1632 - 9 novembre 1713 ; La Meilleraye), duc de Mazarin, 2e duc de La Meilleraye, duc de Mayenne, prince de Château-Porcien, marquis de Montcornet, comte de La Fère et comte de Marle, sire de Langeais, est un aristocrate et militaire français, capitaine général puis grand maître de l'artillerie de France.

## Biographie
Il est le fils du maréchal de La Meilleraye, le petit-cousin de Richelieu, et le neveu maternel de Cinq-Mars. Il est Grand maître de l'artillerie de France en 1646 en survivance de son père. Il est nommé lieutenant général des armées du roi en 1654, gouverneur de la haute et basse Alsace en 1661. 
Il épouse le 1er mars 1661 Hortense Mancini, nièce du cardinal Mazarin, qui met dans la « corbeille » de la jeune mariée toute sa fortune et ses titres sous condition que son époux abandonne son nom et ses armes en prenant les noms et titres du cardinal. Il succède à celui-ci comme gouverneur de Brisach, de Philipsbourg et comme grand bailli de Haguenau. Il est reçu chevalier de l'ordre du Saint-Esprit en 1688.
Il réside avec Hortense au « Grand-Logis » de Mayenne, où il fait une entrée solennelle au mois d'août 1664. Comme il lui rend la vie impossible par sa bigoterie, sa bizarrerie, son jansénisme extravagant, sa jalousie maladive et ses manies, Hortense le quitte avec esclandre en 1667, s'enfuit en Italie puis revient en France. Il la fait alors enfermer dans une abbaye près de Melun, mais Louis XIV la fait libérer.
Le marquis de La Meilleraye occupe également à Paris, une grande partie du palais Mazarin, qui fut partagé, à la mort du cardinal, entre Hortense et le duc de Nevers.
Il procure à Mayenne un bureau de charité, un collège, donne la première idée d'un hôpital général, bâtit la belle maison de Buttes, fait un règlement pour l'administration de la justice et pour la police, contribue pour une large part à la construction de l'église d'Ernée.
Son oraison funèbre est prononcée  à Notre-Dame de Mayenne par le vicaire François Guyault, le Père Besson, cordelier du couvent du Mans à Saint-Martin-de-Mayenne, et un régent du collège.
Il est l'arrière-grand-père des cinq « sœurs de Nesle », dont quatre, la Comtesse de Mailly, la Comtesse de Vintimille, la Duchesse de Lauraguais et la Marquise de la Tournelle, furent successivement les favorites de Louis XV. Il est aussi le quadrisaïeul de Louise d'Aumont, ancêtre de l'actuel Prince de Monaco.
Il est tristement connu pour avoir mutilé des tableaux qu'il jugeait obscènes et « émasculé » à coups de marteau plusieurs statues antiques de la précieuse collection de Mazarin, dont il avait hérité. Jean-Baptiste Colbert, après en avoir informé Louis XIV, mit un terme à ce vandalisme qui inspira à celui-ci, remarquant un jour dans la cour du palais du Louvre un marteau oublié par un maçon ou tailleur de pierre ce mot ironique : « Voilà un outil dont le duc de Mazarin sait fort bien se servir ! ».

## Titulature
De par son père, il est marquis de La Porte, puis duc de La Meilleraye (Beaulieu et Parthenay) et pair de France.
De son grand-père maternel, le marquis d'Effiat, père de Cinq-Mars, il reçoit les titres de comte de Longjumeau, marquis de Chilly-Mazarin, baron de Massy.
Lors de son mariage, il reçoit du cardinal de Mazarin les titres suivants : duc de Mazarin, duc de Mayenne, prince de Château-Porcien, comte de Ferrette, de Belfort, de Thann et de Rosemont; baron d'Altkirch, seigneur d'Issenheim, et marquis de Guiscard.
Par héritage, les nombreux titres qu'il tient de son grand-père et ceux donnés par Mazarin échoient à Louise d'Aumont, princesse de Monaco, ancêtre de l'actuel prince de Monaco, Albert II de Monaco.
Un rare exemplaire de l'édition originale (1670) des Pensées de Pascal relié en maroquin d'époque et frappé aux angles des plats de son monogramme couronné a été acquis à Paris-Drouot le 20/12/1990 par la ville de Clermont-Ferrand. Il est aujourd'hui conservé à la bibliothèque du patrimoine de Clermont Auvergne Métropole,.